# Eschenburg
Eschenburg település Németországban, Hessen tartományban. Lakosainak száma 10 043 fő (2023. december 31.). Eschenburg Siegbach, Dillenburg, Haiger és Dietzhölztal községekkel határos.

## Népesség
A település népességének változása:
| Lakosok száma | 10 121 | 9984 | 9891 | 10 079 | 10 043 |
|               | 2017   | 2019 | 2021 | 2022   | 2023   |